# Neotrichia baritu
Neotrichia baritu är en nattsländeart som beskrevs av Angrisano 1984. Neotrichia baritu ingår i släktet Neotrichia och familjen smånattsländor. Inga underarter finns listade i Catalogue of Life.